# NGC 5545
NGC 5545 је спирална галаксија у сазвежђу Волар која се налази на NGC листи објеката дубоког неба.
Деклинација објекта је + 36° 34' 29" а ректасцензија 14h 17m 4,8s. Привидна величина (магнитуда) објекта NGC 5545 износи 15,0 а фотографска магнитуда 15,8. NGC 5545 је још познат и под ознакама UGC 9143, MCG 6-31-91, VV 210, IRAS 14149+3648, KUG 1414+368, KCPG 422B, PRC D-46, ARP 199, PGC 51023.